# 源氏物語
《源氏物语》（日语：／ Genji Monogatari），是日本女作家紫式部的長篇小說，也是世界上最早的长篇写实小说，代表日本古典文学的高峰，成書在宽弘五年（1008年）后（唐納德·基恩等人说，日本据此举行千年纪念活动）。

## 故事概述
《源氏物語》以日本平安時代為背景。故事的主角為桐壺帝與桐壺更衣之子。桐壺更衣產子後不久逝世，而桐壺帝不希望兒子在沒有生母娘家奧援的情形下捲入宮廷鬥爭，因此將他降為臣籍，賜姓源氏；又因其予人光明燦爛之感，故美稱為光源氏。
而成年後的光源氏可謂處處留情，和諸多女子有肉體關係或情書上的往來，在官場上也透過將女兒嫁入皇室來穩固自己的政治地位，其一生中較為重要的女性有繼母藤壺、情婦六條御息所、摯愛紫之上、嫡妻葵之上、側室明石之君、側室花散里、繼室女三宮，以及親生女兒明石中宮、養女秋好中宮等，故事的主線就以光源氏和眾多女子間的情感糾葛展開：早先他因為得知父親的寵妃藤壺女御與亡母桐壺更衣面貌相似而親近之，藤壺女御對光源氏這個只有五歲之差的繼子也相當親厚，光源氏逐漸愛上繼母並向其訴情；由於藤壺女御是桐壺帝的寵妃、光源氏的繼母，因此兩人之間的情愛未能有所結果，導致光源氏終身都在追求有如藤壺女御一般的理想女性。之後，光源氏因緣際會下偶遇了藤壺女御的姪女若紫；年幼的若紫神似藤壺女御，又不得生父兵部卿宮待見，光源氏便將孤苦無依的若紫強帶回府中，並將若紫培養成心中思慕的理想女性，即後來的紫之上。
紫之上貴為皇族之後，卻因私生的身分而不召生父待見，也因此在正統名份上無法成為光源氏的正妻。雖然光源氏的正妻葵之上逝世後，在眾多與光源氏有關係的女子間是紫之上得到了正妻的待遇，而光源氏在建成六條院後陸續迎入的女性也視紫之上為六條院女主人，但紫之上缺乏有勢力的娘家做為後援，與光源氏之間也沒有子女，使得紫之上成為光源氏有實無名的正妻。
晚年的光源氏受兄長朱雀院之託，以盛大的儀式迎娶朱雀院與藤壺女御之妹所生的第三皇女－－女三宮為正妻，此事令多年來跟隨光源氏的紫之上心碎。而年齡跟光源氏相差甚大的女三宮最後也與柏木私通生下一子薰之君。光源氏意外得知女三宮私通一事後備受打擊，並默許了女三宮的出家，不久後紫之上病逝，光源氏在經歷諸多世事後也遁入空門，出家為僧。
回顧光源氏的一生，雖曾一度抑鬱不得志，但最終獲得昭雪，從此平步青雲甚至官拜太政大臣，位居一人之下、万人之上，而他与繼母藤壺女御的私生子冷泉帝暗中得知光源氏為親生父親後，又賜予光源氏准太上天皇的地位。
從《匂宮》這一卷開始，講述光源氏死後其子孫間的愛情故事。從《橋姬》到《夢浮橋》這10卷則合稱為「宇治十帖」，以京都和宇治為主要舞台，描述女三宮的私生子薰之君、源氏外孫匂宮兩人與源氏之弟八之宮的三個女兒──大君、中君及浮舟──之間糾葛的愛情故事。
值得一提的是，那个年代女子多半是没有地位的，因此原书中所有女子都没有名字，她们那些美丽的名字是後人依據篇名或是一些故事中的敘述特徵加上的。作者紫式部的真实姓名也沒有記載，“紫”是後人取故事女主角「紫上」的「紫」字，而「式部」则是作者父亲的官职名。

## 结构
《源氏物语》是一个庞大的故事，因此通常分成几个部分被处理。

### 各帖題名
| 帖序 | 帖序 | 題名 | 題名 | 讀法                | 讀法             | 歲時                | 備考 |
| ---- | ---- | ---- | ---- | ------------------- | ---------------- | ------------------- | --- |
| 1    | 1    |      |      |                     |                  | 光源氏誕生-12歲     | a系 |
| 2    | 2    |      |      |                     |                  | 光源氏17歲夏        | b系 |
| 3    | 3    |      |      |                     |                  | 光源氏17歲夏        | 帚木系列的續篇、b系 |
| 4    | 4    |      |      |                     |                  | 光源氏17歲秋-冬     | 帚木系列的續篇、b系 |
| 5    | 5    |      |      |                     |                  | 光源氏18歲          | a系 |
| 6    | 6    |      |      |                     |                  | 光源氏18歲春-19歲春 | 若紫系列的續篇、b系 |
| 7    | 7    |      |      |                     |                  | 光源氏18歲秋-19歲秋 | a系 |
| 8    | 8    |      |      |                     |                  | 光源氏20歲春        | a系 |
| 9    | 9    |      |      |                     |                  | 光源氏22歲-23歲春   | a系 |
| 10   | 10   |      |      |                     |                  | 光源氏23歲秋-25歲夏 | a系 |
| 11   | 11   |      |      |                     |                  | 光源氏25歲夏        | a系 |
| 12   | 12   |      |      |                     |                  | 光源氏26歲春-27歲春 | a系 |
| 13   | 13   |      |      |                     |                  | 光源氏27歲春-28歲秋 | a系 |
| 14   | 14   |      |      |                     |                  | 光源氏28歲冬-29歲   | a系 |
| 15   | 15   |      |      |                     |                  | 光源氏28歲-29歲     | 澪標系列的續篇、b系 |
| 16   | 16   |      |      |                     |                  | 光源氏29歲秋        | 澪標系列的續篇、b系 |
| 17   | 17   |      |      |                     |                  | 光源氏31歲春        | a系 |
| 18   | 18   |      |      |                     |                  | 光源氏31歲秋        | a系 |
| 19   | 19   |      |      |                     |                  | 光源氏31歲冬-32歲秋 | a系 |
| 20   | 20   |      |      |                     |                  | 光源氏32歲秋-冬     | a系 |
| 21   | 21   |      |      |                     |                  | 光源氏33歲-35歲     | a系 |
| 22   | 22   |      |      |                     |                  | 光源氏35歲          | 以下玉鬘十帖、b系 |
| 23   | 23   |      |      |                     |                  | 光源氏36歲正月      | 玉鬘系列的續篇、b系 |
| 24   | 24   |      |      |                     |                  | 光源氏36歲春-夏     | 玉鬘系列的續篇、b系 |
| 25   | 25   |      |      |                     |                  | 光源氏36歲夏        | 玉鬘系列的續篇、b系 |
| 26   | 26   |      |      |                     |                  | 光源氏36歲夏        | 玉鬘系列的續篇、b系 |
| 27   | 27   |      |      |                     |                  | 光源氏36歲秋        | 玉鬘系列的續篇、b系 |
| 28   | 28   |      |      |                     |                  | 光源氏36歲秋        | 玉鬘系列的續篇、b系 |
| 29   | 29   |      |      |                     |                  | 光源氏36歲冬-37歲春 | 玉鬘系列的續篇、b系 |
| 30   | 30   |      |      |                     |                  | 光源氏37歲秋        | 玉鬘系列的續篇、b系 |
| 31   | 31   |      |      |                     |                  | 光源氏37歲冬-38歲冬 | 以上玉鬘十帖、玉鬘系列的續篇、b系                                                                                       |
| 32   | 32   |      |      |                     |                  | 光源氏39歲春        | a系 |
| 33   | 33   |      |      |                     |                  | 光源氏39歲春-冬     | a系。以上為第一部。 |
| 34   | 34   |      | 上   |                     |                  | 光源氏39歲冬-41歲春 | |
| 34   | 35   | 下   |      | 光源氏41歲春-47歲冬 | 若菜上系列的續篇 |                     | |
| 35   | 36   |      |      |                     |                  | 光源氏48歲正月-秋   | |
| 36   | 37   |      |      |                     |                  | 光源氏49歲          | |
| 37   | 38   |      |      |                     |                  | 光源氏50歲夏-秋     | 横笛系列的續篇 |
| 38   | 39   |      |      |                     |                  | 光源氏50歲秋-冬     | |
| 39   | 40   |      |      |                     |                  | 光源氏51歲          | |
| 40   | 41   |      |      |                     |                  | 光源氏52歲的一年間  | |
| 41   | －   |      |      |                     |                  | －                  | 本帖有目無文，可能亡佚。 但有一說紫式部因不願明寫光源氏之死， 故意以此法暗示，讓讀者從前後章節推測得知。 以上為第二部。 |
| 42   | 42   |      |      |                     |                  | 薰14歲-20歲         | |
| 43   | 43   |      |      |                     |                  | 薰24歲春            | 匂宮系列的續篇 |
| 44   | 44   |      |      |                     |                  | 薰14,5歲-23歲       | 匂宮系列的續篇 |
| 45   | 45   |      |      |                     |                  | 薰20歲-22歲         | 以下為宇治十帖。 |
| 46   | 46   |      |      |                     |                  | 薰23歲春-24歲夏     | |
| 47   | 47   |      |      |                     |                  | 薰24歲秋-冬         | |
| 48   | 48   |      |      |                     |                  | 薰25歲春            | |
| 49   | 49   |      |      |                     |                  | 薰25歲春-26歲夏     | |
| 50   | 50   |      |      |                     |                  | 薰26歲秋            | |
| 51   | 51   |      |      |                     |                  | 薰27歲春            | |
| 52   | 52   |      |      |                     |                  | 薰27歲              | |
| 53   | 53   |      |      |                     |                  | 薰27歲-28歲夏       | |
| 54   | 54   |      |      |                     |                  | 薰28歲              | 以上為宇治十帖。以上為第三部。                                                                                          |

#### 卷名寫法
實際上，有些古代版本各帖標題寫法會與上面有所出入：
- 某些版本使用假名
- 某些版本使用假名漢字混合表記：。
- 使用借字（当て字）：
- 漢字表記差異：

#### 卷名由来
第二帖《帚木》，卷名源自光源氏與空蟬之間的和歌「「帚木の心をしらでその原の道にあやなくまどひぬるかな」及「数ならぬ伏屋に生ふる名のうさにあるにもあらず消ゆる帚木」。
第七帖紅葉賀，記述光源氏十八歲秋天至十九歲秋天之事。帶出藤壺與光源氏私通之事。隔年二月，藤壺生下神似光源氏之皇子，即後來的冷泉帝，到秋天時，藤壺女御晉為中宮。故事以秋天始，一如秋天紅葉盛放。
第四十二帖名《匂宮》。匂宮是登場角色之一，全名匂兵部卿宮（日语：匂兵部卿宮／におうひょうぶきょうのみや〔にほふひやうぶきやうのみや〕）」。全書第三部「宇治十帖」的主要角色之一。今上之三皇子，其母明石中宮為光源氏之女，故為光源氏之外孫。長相酷似其母，艷麗過人。全書五十四帖中自「若菜」帖至「蜻蛉」帖出場。稱為「匂宮」係因其人愛好香氣，而「匂」字在日語中有「香味」之意。

## 翻译

### 漢譯

#### 錢稻孫譯本
中華人民共和國成立后，錢稻孫譯出全書前五帖，其中第一帖在《譯文》（1957年8月號）上發表。此為《源氏物語》最早的漢譯。人民文學出版社於1959年2月正式委請錢稻孫翻譯全書，但未能如期交稿，此間錢譯所據底本，應為岩波書店（山岸德平校注，1958年1月發行）。

#### 豐子愷譯本
人民文學出版社於1962年改約豐子愷翻譯全書。豐子愷在女兒豐一吟協助下於1962年12月到1965年10月間進行翻譯，但所據底本不明，交稿后，社方請周作人和錢稻孫在責任編輯文潔若協助下校訂。這個文化大革命爆發前定稿的譯本是史上第一個《源氏物語》漢語全譯本。豐子愷譯本於1980年12月由人民文學出版社初次出版，是史上第一個簡體字全譯本；繁體字版由遠景出版事業有限公司1986年在台灣初版發行，木馬文化2000年重排新版。

#### 林文月譯本
史上第二個漢語全譯本是台灣大學教授林文月在《中外文學月刊》上分66期連載，耗時5年半，於1978年6月全部譯完，交《中外文學》社方出版合訂本的全譯本。林文月譯本是史上第一個公開出版發行的《源氏物語》漢語全譯本，同時是史上第一個由女性完成的漢語全譯本。繁體字版於1997年由洪範出版社重排出版；簡體字版由譯林出版社於2011年6月初版發行。
林譯以（校注，平凡社，1937年6月至1940年8月發行）為主要依據，並參考谷崎潤一郎、圓地文子、與謝野晶子的現代日本語譯本，以及亞瑟·偉利和Edward Seidensticker的英譯本。

#### 其他漢譯本
- 左秀靈譯（口語化、簡本），名山出版社，1973年12月初版發行。

- 殷志俊譯，范林森審訂，遠方出版社，1996年6月初版發行。

- 梁春譯，雲南人民出版社，2002年3月初版發行。

- 夏元清譯，吉林攝影出版社，2002年8月初版發行。

- 鄭民欽譯，北京燕山出版社，2006年6月初版發行。

- 姚繼中譯，深圳報業集團出版社，2006年6月初版發行。

- 康景成譯，陝西師範大學出版社，2008年12月初版發行。

- 王烜譯，中國華僑出版社，2010年8月初版發行。

- 喬紅偉譯，北方文藝出版社，2012年6月初版發行。
- 葉渭渠、唐月梅合譯本，作家出版社，2013年12月初版發行。
- 林水福譯，聯經出版社，2024年10月31日出版，分為精裝和平裝兩版本。

### 其他语译
英國人Arthur Waley在1925年至1933年，首先將《源氏物語》譯為英文本“The Tale of Genji”但並非全譯，而是刪節的譯著。1966年，由Oscar Benr執筆的德文本出現。1976年美國學者Edward G. Seidensticker另譯英文版，彌補Waley英譯不完整之缺陷。次年，法文譯本的一部分也由R. Sieffert譯出。

## 后世影响
《源氏物语》在日本开启了「物哀」的时代。「物哀」即見物生情，可是喜怒哀乐。此後日本的小说中明显带有一种淡淡的悲伤。而「物哀」也成为日本一种全国性的民族意识，随着一代又一代的诗人、散文家、物语作者流传了下来。
愛神星上有兩座撞擊坑分別以源氏和藤壺的名字命名，谨以纪念这对恋人阴差阳错间终生无法相守的爱情。
源氏撞擊坑
該坑位於愛神星表面南緯19.5度，西經88.6度附近，半徑約750米，2003年被命名為源氏撞擊坑。
藤壺撞擊坑
該坑位於愛神星表面南緯3.7度，西經62.7度附近，半徑約850米，2003年被命名為藤壺撞擊坑。

## 衍生作品

### 文学作品
- 野村美月《光在地球之時……》
- 高山由紀子（日语：高山由紀子）《源氏物語 悲哀的皇子》
- 春日御影《我的狐姬主人》

### 漫畫
- 大和和紀《源氏物語》（あさきゆめみし）全十三卷，講談社；中文版代理：尖端出版、山东文艺出版社（大型版）、圓神出版（愛藏版）
- 美櫻芹菜《源氏物語》（源氏ものがたり），小學館；中文版代理：尖端出版
- 宮城とおこ（日语：宮城とおこ）《源氏物語 千年之謎》（源氏物語 千年の謎）全二卷，角川書店；中文版代理：台灣角川
- 稲葉みのり（日语：稲葉みのり） 《源君物語》，１１卷，集英社；中文版代理：尖端出版
- 野村美月《光在地球之時……》

### 電視劇
- TBS電視台：向田邦子編劇「源氏物語」（1980），澤田研二飾光源氏，全1集
- TBS電視台：橋田壽賀子編劇「源氏物語（日语：源氏物語_上の巻・下の巻）」（1991），東山紀之、片岡孝夫（日语：片岡孝夫）主演，全2集

### 電影
- 1951年吉村公三郎導演「源氏物語」，長谷川一夫主演
- 1961年森一生導演「新源氏物語」，市川雷藏主演
- 2001年堀川敦厚（日语：堀川とんこう）導演「千年之恋 光源氏物语」，天海祐希、常盘贵子主演
- 2011年鶴橋康夫（日语：鶴橋康夫）導演「源氏物語 千年之谜」（改編自高山由紀子的小說），生田斗真、中谷美紀主演

### 动画
- 富士电视台：出崎统监督动画「源氏物语千年纪 Genji」（2009），深夜档，TMS Entertainment制作，全11集

### 舞台艺术
- 2020年唐美雲歌仔戲《光華之君》

### 其他作品
- 《源氏物语绘卷》

## 外部連結
- 源氏物語-殷志俊譯 （页面存档备份，存于）
- 日文全書 （页面存档备份，存于）

世界数字图书馆
- The Tale of Genji: Volumes 1-54：UNESCO World Digital Library
- The Tale of Genji: Commentary on Key Words and Phrases, Volumes 55-57：UNESCO World Digital Library
- The Tale of Genji: Genealogy, Volume 58：UNESCO World Digital Library
- The Tale of Genji: A Sequel, Volume 59：UNESCO World Digital Library
- The Tale of Genji: Index, Volume 60：UNESCO World Digital Library